# 3161 Beadell
A 3161 Beadell (ideiglenes jelöléssel 1980 TB5) a Naprendszer kisbolygóövében található aszteroida. Carolyn Shoemaker fedezte fel 1980. október 9-én.